# Granule

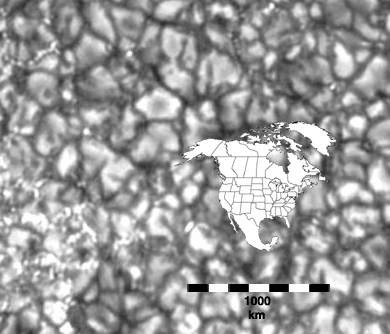
Fotosfera Słońca. Czarne i białe odcinki odpowiadają długości 1000 km.

Granule – niewielkie (do 1400 km średnicy) komórki konwekcyjne plazmy wynoszone do góry w strefie konwekcyjnej Słońca, o temperaturze wyższej niż średnia temperatura powierzchni.
Ziarnisty wygląd powierzchni Słońca pochodzi od szczytów granul i nosi nazwę granulacji. Brzegi granul są ciemniejsze, gdyż tworzy je zimniejsza, opadająca plazma. Różnice jasności między środkiem a brzegiem granuli nie są jednak duże i wynoszą kilkanaście procent średniej wartości.
Pomiary przesunięć dopplerowskich granul dostarczają potwierdzenia dla ich konwekcyjnej natury. W środku granul plazma wznosi się z prędkością ok. 400 m/s i rozpływa na boki z prędkością ok. 250 m/s.
Czas istnienia typowej granuli wynosi 8 minut, aczkolwiek niektóre granule mogą istnieć nawet do 20 minut. Po tym czasie granula zanika, a jej miejsce zajmuje nowa. Niektóre granule ulegają gwałtownym przemianom, które określa się mianem eksplozji. Granula taka kończy swe istnienie jako rozpadający się pierścień.
Jedną z pierwszych osób obserwujących granulację był Carl Friedrich Gauss, który opisał powierzchnię Słońca jako gotującą się zupę ryżową.